# جرمی استفنز
جرمی استفنز (انگلیسی: Jeremy Stephens؛ زادهٔ ۲۶ مهٔ ۱۹۸۶) ورزشکار هنرهای رزمی ترکیبی اهل ایالات متحده آمریکا است. وی از سال ۲۰۰۵ میلادی تاکنون مشغول فعالیت بوده‌است.